# C13H16N2O3
化学式C13H16N2O3（摩尔质量：248.277 g/mol）可以指：
- 吲哚瑞酯，CAS号：73758-06-2
- 6-羟基褪黑素（6-OHM），CAS号：2208-41-5

|  | 这个同类索引页列出了具有相同分子式的化学物（即同分異構體）条目。 除非您是有意链接至本页，否则应将相应条目的内部链接指向正确的条目。 |